# Њазепетровск
Њазепетровск (рус. Нязепетровск) град је у Русији у Чељабинској области.

## Становништво
| 1939.  | 1959.  | 1970.  | 1979.  | 1989.  | 2002.  | 2010.  |
| ------ | ------ | ------ | ------ | ------ | ------ | ------ |
| 13.013 | 22.497 | 18.584 | 17.736 | 17.133 | 13.405 | 12.451 |